# Žlutá flotila
Žlutá flotila je neformální označení pro patnáct námořních lodí, které v době vypuknutí šestidenní války v červnu 1967 proplouvaly Suezským průplavem a byly nuceny zakotvit ve Velkém Hořkém jezeru na dobu celkem osmi let, než byl kanál opět uveden do provozu (kvůli konfliktu a následnému čištění od min byl Suezský průplav na 8 let uzavřen).
Název Žlutá flotila byl zvolen podle písku, který pokryl paluby jednotlivých lodí v jejich nedobrovolném kotvišti. Posádky lodí byly na nějakou dobu lokalizovány v Egyptě společně s plavidly. Egypťané posádky rozdělili do tří skupin. 
Posádky lodí spolupracovaly; pravidelně se potkávaly, pořádaly společenské akce. Založily si vlastní jachtový klub a pořádali různé sportovní soutěže. Na největší z lodí, MS Port Invercargill, hrály posádky fotbal, na západoněmecké lodi Nordwind byly pořádány mše a na bulharské Vasil Levski promítány filmy. A vydávali známky, viz Great Bitter Lake Association Stamp Catalogue.
Po skončení blokády a vyčištění kanálu od min bylo lodím umožněno se navrátit. Západoněmecké lodi v Hamburku byly přivítány tisíci návštěvníků. Jako jediné však byly v takovém stavu, aby se mohly zpět vydat vlastními silami. Ostatní lodi byly pokryty rzí a neschopny vlastního pohybu. Československá loď Lednice byla odtažena na opravy do loděnice na pobřeží Jaderského moře, obdobně na tom byla i ostatní plavidla.

## Lodě
- MS Münsterland (Západní Německo)
- MS Nordwind (Západní Německo)
- MS Nippon (Švédsko)
- MS Killara (Švédsko)
- MS Essayons (Francie)
- MS Lednice (ČSSR)[4]
- MS Melampus (Spojené království)
- Agapenor (Spojené království)
- MS Djakarta (Polsko)
- Boleslaw Bierut (Polsko)
- Port Invercargill (Spojené království)
- Scottish Star (Spojené království)
- Observer (USA)
- African Glen (USA)
- Vasil Levski (Bulharsko)